# Estadio Nacional-ulykken
Estadio Nacional-ulykken var en publikum-ulykke på Estadio Nacional de Lima i Peru’s hovedstad Lima, der indtraf den 24. maj 1964. Den er pr. 2014 den værste publikumkatastrofe i fodboldens historie. Ulykken skete under en kvalifikationskamp til Sommer-OL 1964, hvor det peruvianske landshold mødte Argentina på hjemmebane.
Da Argentina førte 1–0 med seks minutter af normal tid tilbage, blev et eventuelt udlignende mål fra Peru afvist af den dommer Ángel Eduardo Pazos fra Uruguay. Denne beslutning gjorde de peruvianske fans rasende og udløste en invasion af banen. Politiet affyrede tåregas i den nordlige tribune for at forhindre yderligere fans i at invadere. Dette forårsagede panik og et forsøg på en masseflugt for at undgå gassen. Det anslås at 328 mennesker blev dræbt men dette kan være en undervurdering. Omkring 500 personer blev alvorligt såret. De fleste ofre blev dræbt i trappeopgange ned til gaden, mest fra indre blødninger eller kvælning. Ingen mennesker, der blev inde på stadion, døde. På gaden forårsagede mængden ødelæggelser på privat ejendom omkring stadion.
Efter hændelsen blev der truffet en beslutning om at reducere stadionets siddepladser fra 53.000 til 42.000, selvom dette senere blev øget til 47.000 for Copa América 2004.